# Казанцева, Елена Владимировна
Елена Владимировна Казанцева (род. 5 декабря 1956, Минск) — белорусская поэтесса и автор-исполнитель, пишущая на русском языке.

## Биография
Родилась 5 декабря 1956 года в Минске.
Окончила физико-энергетический факультет Белорусского политехнического института (1981), по специальности инженер-электрик. Работала на заводе, в проектных и научно-исследовательских учреждениях.
Имеет неоконченное среднее музыкальное образование (5 классов музыкальной школы), играет на гитаре и фортепиано. С 1987 г. пишет песни, вошла в состав объединения «Аллея АП» под руководством Михаила Володина. В 1988 г. стала лауреатом Второго Всесоюзного фестиваля авторской песни в Таллине. В 1989—1991 гг. руководила одним из минских клубов самодеятельной песни. В 1991 г. опубликовала свои стихи в самиздатовском журнале «Идиот».
В 1997 г. записала дебютный альбом «На долгую, долгую память», за которым последовали «На извозчике едет Алёшенька» (1998), «Ты помнишь, пограничник, было лето» (1999), «Королева района» (2001), «Система взглядов и понятий» (2003). Опубликовала книги стихов «Вечер городской» (1992) и «Концерт (в двух отделениях)» (2002).
Стихи Казанцевой были включены в антологии «Строфы века» и «Освобождённый Улисс». Критика отмечала, что поэзия Казанцевой далеко превосходит средний уровень текстов в бардовской песне.